# Deneb Dulfim
Deneb Dulfim (epsilon Delphini) is een type B reuzenster in het sterrenbeeld Dolfijn (Delphinus).